# Cachoeirinha (São Paulo)
Pour les articles homonymes, voir Cachoeirinha (homonymie).
Cachoeirinha est un district situé dans la Zone Nord de la ville de São Paulo. Il est également connu sous le nom de Vila Nova Cachoeirinha (nom d'un quartier du district), un nom qui a ensuite été abrégé dans l'usage populaire.
Le district est divisé en 24 quartiers, ce sont : Vila Nova Cachoeirinha ; Vila Cachoeirinha ; Vila P Rosa Branca ; Vila dos Andrades ; Vila Celeste ; Vila Paulo Raveli ; Vila Roque ; Vila Rita ; Jardim Nossa Sra. da Consolata ; Jardim Imirim ; Vila Amélia ; Sítio Casa Verde ; CPO. da Água Branca ; Jardim Centenário ; Vila Angélica ; Vila Dionísia ; Vila Continental ; Vila Amália ; Vila Bela Vista ; Jardim Ceci ; Jardim Santa Cruz ; Jardim Peri ; Jardim Peri Novo ; Jardim Antártica. La Serra da Cantareira occupe toute l'extrémité nord du district.

## Histoire
Le district de Cachoeirinha a sa date anniversaire officielle le 5 août 1933 - la même date que la fondation de l'Associação Nipo Brasileira, la première organisation populaire locale, qui a été créée par d'anciens propriétaires de fermes, d'origine japonaise, dans le but d'organiser et fédérer la population locale et préserver sa culture.

### Cascade
L'histoire d'une localité révèle des aspects intéressants et éclairants qui expliquent le présent. Le nom de Cachoeirinha, par exemple, est dû au fait qu'il y avait une cascade qui a été enterrée pour céder la place à l'Avenida Inajar de Souza, et qui servait d'aire de loisirs et de pique-nique pour les résidents.

### Ruisseau
Les anciens résidents consultés ont rappelé qu'il y avait, là où se trouve maintenant le Largo do Japonês, un ruisseau qui coulait plus loin, où passe aujourd'hui l'avenue Inajar de Souza (ruisseau Cabuçu). "Près de la Maternité, il y avait des lacs et Cachoeirinha, qui attiraient beaucoup de monde le week-end". La Rivière Cabuçu Baixo le long de son parcours, il y avait la Cachoeira, les pierres ont été taillées pour la construction de l'avenue Inajar de Souza, sur toute la longueur de la rivière Cabuçu Baixo. Le lieu d'existence de la cascade actuelle près de la maternité de l'hôpital Cachoeirinha, où il y a une partie de la continuité de la pierre, dans laquelle elle faisait partie de la cascade, c'est-à-dire la chute d'eau de pluie de la rivière Cabuçu Baixo, cet endroit est au limite entre Cachoeirinha et Limão.

### Première lotissement
La première subdivision de Cachoeirinha a commencé en juin 1941. L'un des premiers terrains vendus se trouvait au coin de ce qu'on appelle aujourd'hui les avenues Deputado Emílio Carlos et Imirim, mais il y avait déjà un noyau d'habitants, de locataires et d'ouvriers des chácaras, qui plantaient des pommes de terre et des légumes.

### Commerce et services
Vers 1944, la première maison commerciale de la région est née à Largo do Japonês, appartenant à la famille d'immigrants Sugiyama. Une autre ancienne "vente", comme les petits marchés étaient connus à cette époque, était celle de Shigheioshi Otiai, à largo da Parada (où fonctionnait le supermarché Otiai). Vers 1950, le premier salon de barbier de la région est apparu, à Rua Maresias, 227, fondé par M. Ernesto Gonçalves (1899-1968), fils d'immigrants portugais et qui vivait à rua Valquíria, 188, rue du Notaire de l'état civil. Près du largo do Japonês, il y a de grandes chaînes de magasins. En direction de l'Horto Florestal, il y a aussi l'hypermarché Andorinha. À la suite de tous les mouvements du commerce local, la région est desservie par plusieurs agences bancaires.
En santé publique, la région est desservie par l'hôpital général de Vila Nova Cachoeirinha et par l'hôpital municipal Maternidade Escola. Fondée en 1972, la maternité-école de l'hôpital de Vila Nova Cachoeirinha est considérée comme une référence nationale dans les soins de la santé des femmes, des femmes enceintes et des nouveau-nés à haut risque, desservant en moyenne 3 700 patients par mois.

### Nipponiques
La région de Cachoeirinha a un lien fort avec la colonie japonaise, qui y était présente bien avant que la région ne soit subdivisée. L'Associação Cultura Esportiva Nipo Brasileira, dont le siège est situé Avenida Penha brasil, est en activité depuis 67 ans. Elle a été fondée en 1933 par les familles Otiai, Fujihara, Okuyama, Tabusi, Oshimoto, Omae, Tanaka, Yoshita, Kodato, Sato, Ishimoto et Fumura. Le premier président était Kishi Sodato, avec Okuyama Shogoro comme adjoint.
Il y a treize ans, il a été rejoint au Clube Nipo-Brasileiro par le rédacteur en chef de ce journal, Célio Pires, six enfants d'immigrants japonais pionniers. Noriyochi Fukuiya, Sozi Omae, Tyoki Yara, Takeyoshi Yamashita, Nelson Otiai et Schigueyoshi Yamashita. Ils se sont souvenus de leur enfance, lorsque Vila Nova Cachoeirinha "n'était que brousse" et qu'ils devaient marcher jusqu'au quartier de Limão pour étudier.
"C'était plus de cinq kilomètres à parcourir et autant à revenir, tous les jours, et quand on avait huit ans, il n'y avait pas d'autre choix", se souvient Kozi Omae.
Pendant le temps de la Seconde Guerre mondiale, les petits japonais ont été harcelés et maudits par d'autres enfants sur le chemin, face à l'ignorance et aux préjugés qui existaient alors contre les "japonais". Tyoki Yara a déclaré que maintenant la situation est différente, "la valeur des Japonais est reconnue et c'est notre patrie, il n'y en a pas d'autre".
Tous ont tenu à souligner les difficultés subies par leurs familles dans les premières années du Brésil et l'obstination des immigrés pour le travail et l'ordre. La volonté était si grande, dit Tyoki Yara, "qu'il n'y avait pas d'analphabètes parmi les enfants d'immigrés, même si nous devions marcher plus de 10 kilomètres par jour pour aller à l'école".
Noriyochi Fukuiya, qui était à l'époque président de l'Associação Nipo-Brasileira, a déclaré que le club avait mis en œuvre les propositions initiales de ses fondateurs et prédécesseurs : la préservation de la culture japonaise traditionnelle, à travers des activités culturelles et sportives, telles que l'enseignement de la langue japonaise, entraînement d'équipes de volley-ball, de football en salle, de tennis de table et de judo.
L'association a été fondée en 1933 et le nouveau siège a deux étages, avec 530 m² de surface construite ; a été ouvert en 1985, sous la direction de Kozi Omae, fils de Gunzaburo Omae, l'un des fondateurs.

### Croissance urbaine
Actuellement, le district connaît une forte croissance de l'activité économique, ayant attiré la présence de grandes chaînes de vente au détail telles que Casas Bahia, Magazine Luiza et Besni, ainsi que des banques et des sociétés financières, en plus d'avoir déjà la présence du supermarché Andorinha (qui abrite également un centre commercial) et des chaînes de restauration rapide. Grâce à ces facilités de commerce et de services, le quartier a également attiré plusieurs développements immobiliers ces dernières années, ce qui a contribué à la verticalisation de la région, un phénomène déjà observé il y a des décennies dans d'autres quartiers plus traditionnels de São Paulo.
Bien que la croissance ait apporté une amélioration du profil socio-économique des habitants de Vila Nova Cachoeirinha, elle a en revanche été l'une des raisons de l'augmentation du trafic automobile dans la région, rendant les embouteillages fréquents aux heures de pointe, surtout sur l'Av. Arrêt Pinto et aux intersections avec d'autres routes importantes, telles que l'Av. Conseiller Moreira de Barros, Rua Domingos José Sapienza, Rua Said Saad; Ces rues sont des lignes de bus importantes pour les résidents qui partent ou se rendent à Jardim Pery, Cohab Antartica, Pedra Branca et d'autres endroits plus proches de la Serra da Cantareira.
La croissance démographique du district, combinée à l'offre de services et de commerces du Largo do Japonês, a également été l'un des facteurs responsables de l'augmentation du flux de piétons et de la demande conséquente de services de transport. Actuellement, cette demande est satisfaite dans les limites de la capacité aux heures de pointe par le terminus V. N. Cachoeirinha.

### Rodoanel nord
La partie nord du Rodoanel coupera jusqu'à l'extrémité nord de Cachoeirinha, principalement dans la région de Pedra Branca, Cohab Antártica et au pied de la Serra da Cantareira, qui avant son ouverture provoque déjà de nets changements urbains et paysagers dans la région, car il est déjà une expansion immobilière notable (dans certains tronçons illégaux) dans les régions proches de la route, même s'il n'y aura pas de connexion directe avec le Rodoanel jusque-là, malgré l'importance de l'avenue Inajar de Souza, qui pourrait devenir une voie rapide connexion pour les résidents de la région du centre à cette route.

### Métro
Parmi les plans d'expansion du métro, un plan de construction d'une nouvelle ligne de métro a été présenté sous l'administration du gouverneur José Serra, partant de Vila Nova Cachoeirinha vers le quartier de Lapa, réalisant des interconnexions avec les stations CPTM et d'autres lignes de métro. Le projet initial prévoyait l'utilisation de véhicules de type Monorail, qui circuleraient sur des voies aériennes à construire sur l'Av. Inajar de Souza. Au moment de son annonce, la livraison était prévue pour 2014, année où le Brésil a accueillé la Coupe du monde.
Cependant, avec l'entrée du gouverneur Geraldo Alckmin, ce projet a été abandonné et de nouvelles études ont été contractées pour trois nouvelles lignes dans la zone nord, en plus de la ligne 6 qui reliera la gare de Brasilândia à la station São Joaquim.
Lorsque les travaux du métro seront à un stade avancé, il y aura une autre vague d'expansion et d'appréciation de l'immobilier avec un impact encore plus important que le Rodoanel Nord, principalement sur l'avenue Inajar de Souza, qui pourrait transformer radicalement la région, comme cela s'est produit avec l'avenue Cruzeiro do Sul dans la région de Santana, qui a commencé dans les années 1970 et continue à ce jour.

## Loisirs et culture
Le quartier est bordé par le parc d'État Alberto Löfgren, mieux connu sous le nom de Horto Florestal. Bien qu'il soit situé dans une zone urbaine, le parc conserve de vastes zones de forêt atlantique, constituant une référence importante pour la population de la zone nord de la capitale. La biodiversité du parc est riche et représentative, il possède d'importantes collections d'arbres et de nombreuses espèces exotiques comme l'eucalyptus, le pin des marais avec leurs racines sculpturales (quelques siècles) et indigènes comme le pau-brasil, le chêne national, le pau-ferro, le jatobá entre autres. Il est courant de voir des troupeaux de toucans, perroquets, guans, capybaras, écureuils, singes hurleurs, singes capucins, hérons, socó, grèbes. Des lacs et des fontaines d'eau potable jaillissent de son sol, ainsi que de belles avenues, offrant au visiteur un espace accueillant pour le sport, les pique-niques ou une simple promenade, respirant l'air pur, au son des oiseaux et des cigales.
Côté culture, il y a le Centre culturel de la jeunesse Ruth Cardoso, situé à l'Avenue Deputado Emílio Carlos, près du Largo do Japonês. Inauguré le 27 mars 2006 et sous la responsabilité du Département Municipal de la Culture, c'est le plus grand centre public dédié aux intérêts de la jeunesse de São Paulo. Il y a 8 000 mètres carrés d'architecture moderne et aérée, comprenant une bibliothèque, un amphithéâtre, un théâtre d'arène, une salle de projet, Internet haut débit gratuit, un laboratoire de langues, un laboratoire de recherche, un studio d'enregistrements musicaux, des îles de montage vidéo et audio, un studio d'arts visuels, une salle d'atelier et une galerie d'expositions, en plus d'un grand espace de vie.
Au coin de la rue Franklin do Amaral et de l'avenue Conselheiro Moreira de Barros, à côté du château d'eau Sabesp, l'Usine de culture Vila Nova Cachoeirinha a été créée en 2012, sous la responsabilité du Secrétariat de Culture de l'État de São Paulo.

## Principales voies
Les avenues Deputado Emílio Carlos, Parada Pinto, Inajar de Souza et Imirim sont les principales artères de Cachoeirinha, également à la célèbre place connue dans la région sous le nom de Largo do Japonês, qui jusque-là s'appelait officiellement Praça Manuel da Costa Negreiros.
Sur l'avenue Deputado Emílio Carlos se trouvent: l'hôpital Vila Nova Cachoeirinha, dans l'État, et la maternité-école municipale, points de référence pour la population, ainsi que le cimetière municipal et le centre culturel de la jeunesse Ruth Cardoso.
Sur l'avenue Parada Pinto, le centre bancaire et le commerce sont concentrés, du petit bazar aux grands supermarchés, comme Andorinha, qui a également ouvert un centre commercial dans l'agrandissement de son terrain, qui contient de grandes chaînes de magasins.
Sur l'avenue Inajar de Souza, la plus récente des avenues principales, se trouve le couloir et le terminus de bus Terminus Vila Nova Cachoeirinha, est la sortie principale vers le centre de la capitale; inaugurés sous l'administration de Luiza Erundina, mais qui ne répondent toujours pas efficacement à la forte demande de tous les districts et municipalités voisins.
L'avenue Imirim est une autre route éminemment commerciale et la principale connexion entre Cachoeirinha et la station Santana sur la ligne 1 - Bleue du métro.

## Vue panoramique de la région

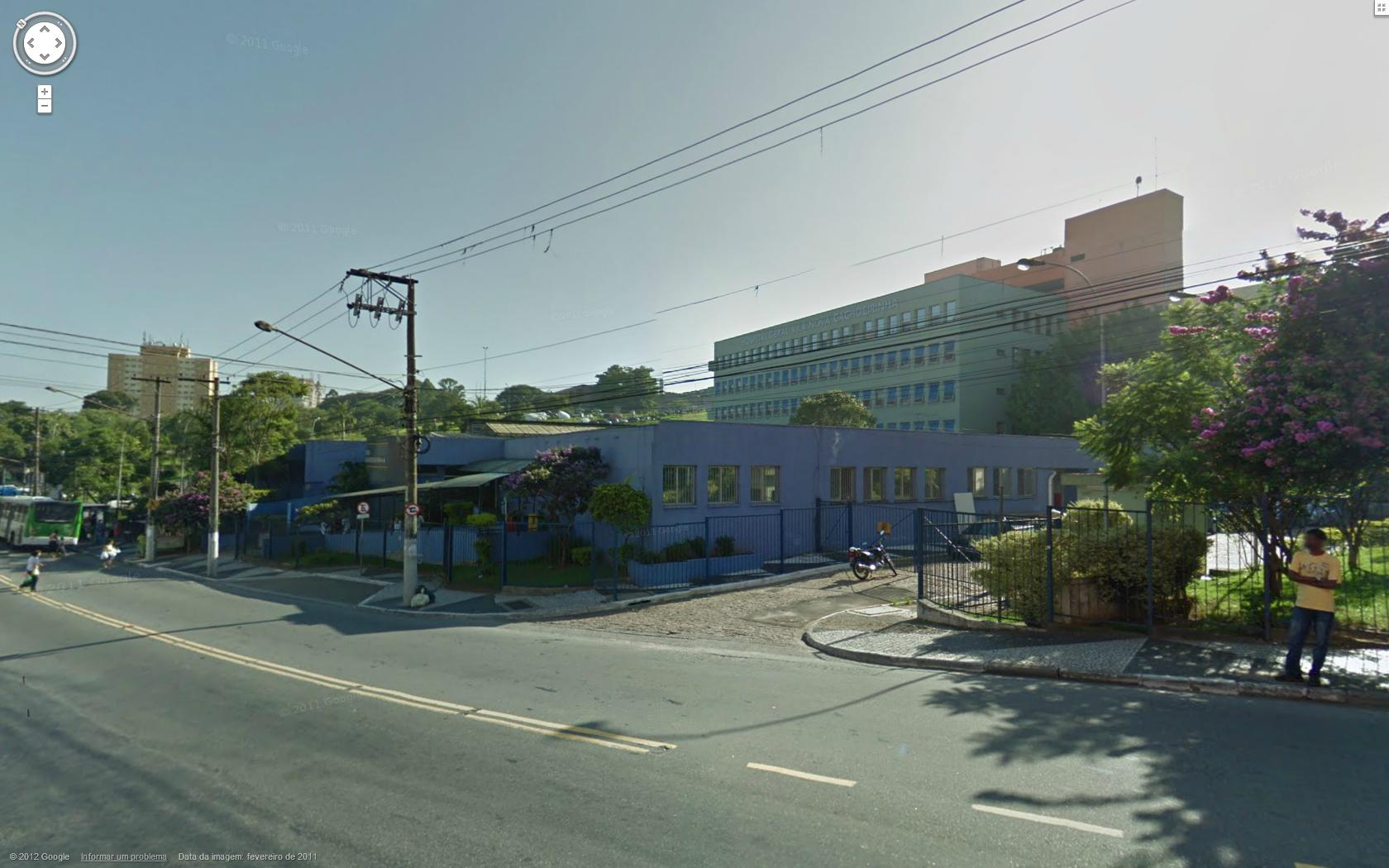
Vue à partir de Brasilândia.

## Districts et municipalités limitrophes
- Mairiporã (Nord)
- Caieiras (Nord-Ouest)
- Casa Verde (Sud)
- Limão (Sud)
- Freguesia do Ó (Sud-Ouest)
- Brasilândia (Ouest)
- Mandaqui (Est)